# Lipaleyrodes vernoniae
Lipaleyrodes vernoniae là một loài côn trùng cánh nửa trong họ Aleyrodidae, phân họ Aleyrodinae.
Lipaleyrodes vernoniae được David & Thenmozhi miêu tả khoa học đầu tiên năm 1995.